# Биково
Биково е село в Югоизточна България. То се намира в община Сливен, област Сливен. Кмет на селото е Антон Маринов Господинов (БЗНС-Народен съюз).

## Религия
В селото има черква, която е посветена на свети Димитър Солунски.
Селото е част от Сливенска епархия на Българската православна църква.

## История
В земите на днешното Биково са съществували праисторически селища, чието изследване е дело на проф. Детев. В местността „Дядовата Дончова могила“ са намирани праисторически харпуни и игли от рибена кост.
При разкопки по време на строителството на магистрала „Тракия“ лот 3 Нова Загора – Ямбол, северно от Биково, е разкрит ритуален комплекс от бронзовата епоха (II хилядолетие пр.н.е.), състоящ се от един ров (рондел) с овална форма и друг, югозападно от него. Във вътрешността на първия и извън него са разположени много вкопани структури с различна форма и големина.
В тях е открито огромно количество цели и фрагментирани керамични съдове, тежести за тъкачен стан, прешлени за вретено, каменни брадви, бронзова игла и шило, както и калъп за отливане на метални предмети. Безспорно впечатление прави и големият брой животински кости, които са свързани с извършването на жертвоприношения.
Сегашното село възниква около 16 век като турски чифлик на генджилийския (днес Младово) султан. След Кримската война земите станали собственост на двамата братя султани Езет Герай и Каплан Герай. Техните владения включвали 2000 дка земя, най-хубавата гора в околността и половината от селските дворове.

## Клането през 1877 година
През Руско-турската освободителна война, след разгрома на Реуф паша от войските на ген Гурко, турците масово почнали да бягат. Това станало сигнал за довчерашните роби и сараите на султана били разграбени, а младежите обикаляли местата на победата на ген. Гурко при Ени Заара (днес Нова Загора) с цел да си набавят оръжие за отбрана срещу настъпващите орди на Сюлейман паша.
След Старозагорската битка, избягалите турски чифликчии започнали да се връщат заедно с войските на Сюлейман паша. Султанът Адил Герай решил да накаже цялото село за нанесените му щети. Заловени били петимата българи, сдобили се с оръжие и разбили дюкяна и складовете. Те били зверски убити в местността Курткая около днешното село Караново.
Селските първенци решили като откуп да дадат на султана най-добрата кобила на Васил Райноиванов, както и сестра му за жена на турския бей.
Васил организирал бягството на сестра си от чифлика на Адил и още същата нощ я завели в Сливен.
След донос на Адил каймакаминът на Ени Заара наредил селото да бъде обградено от войска, която да накаже „комитското“ село. На 29 юли по Юлианския календар (10 август по Григорианския) селото било завардено от турска конница.
Турците се разправили жестото с мъжкото население. Същия ден били убити Павли чорбаджи, Андрея Райноиванов, Стойо Колев, Калина Славова.
Около 90 души, навързани, били закарани до една поляна в корията близо до селото. Днес там минава пътят за с. Омарчево и Нова Загора.
Всички те били изклани. Оцелял само Герган Славов, който по-късно, заради тези събития и раната по устата, бил наречен „Сечен Герган“.
По-късно са убити селският мухтар Еню Атанасов и даскал Дельо Атанасов Вълканов.
Установени са имената на 100 убити мъже и една жена българи.
Клането в с. Биково, макар и неизвестно на нашата общественост, по броя на жертвите се нарежда до Бояджишкото от 1876 година, а по това, че е унищожено практически цялото мъжко население в трудоспособна възраст, е еквивалентно на геноцид, защото практически половината, а може би и по-голямата част от българското население на селото, е избито.